# 原相乡
原相乡，是中华人民共和国山西省太原市古交市下辖的一个乡镇级行政单位。

## 行政区划
原相乡下辖以下地区：
原相村、上白泉村、下白泉村、寺行村、白岸村、姚家社村、张家山村、兆峰村、胡家峪村、赵河口村、上石沙村和下石沙村。